# Freundlich (cràter)

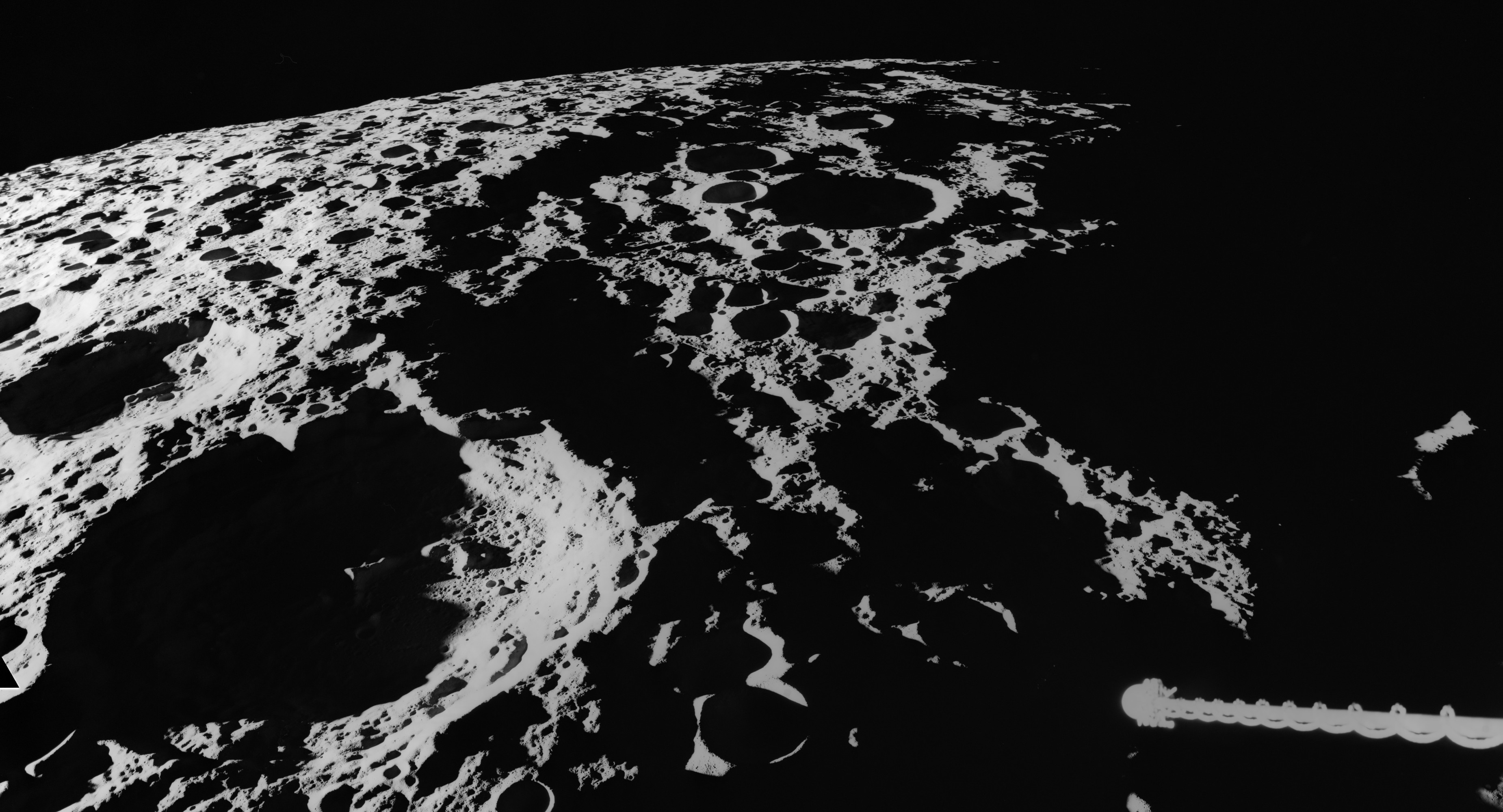
Conca Freundlich-Sharonov. Imatge des de l'Apol·lo 16

Freundlich és un cràter d'impacte que es troba en la cara oculta de la Lluna, a mig camí entre els cràters Trumpler cap al nord-nord-oest i l'irregular Buys-Ballot cap al sud-sud-est.

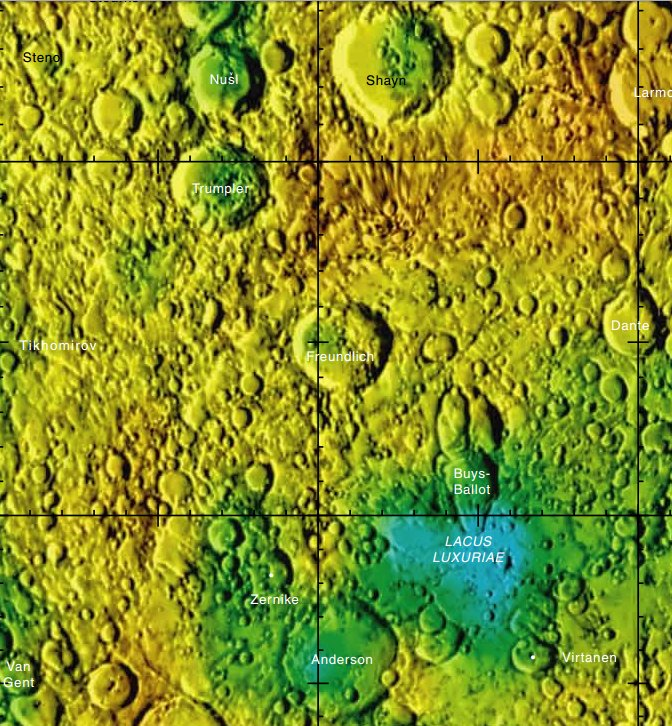
Localització de Freundlich. Cartografia de la missió Lunar Reconnaissance Orbiter

Es tracta d'un cràter amb una vora circular que està més fortament erosionada en els extrems nord i sud. Grups de cràters es troben sobre el fons fins al sud-est i el nord, i petits cràters individuals apareixen en altres parts de l'interior.
El cràter es troba dins de la Conca Freundlich-Sharonov.

## Cràters satèl·lit
Per convenció aquests elements són identificats en els mapes lunars posant la lletra en el costat del punt central del cràter que està més prop de Freundlich.
|            | \| Freundlich \| Coordenades \| Diàmetre \| \| ---------- \| -------------------------------------- \| -------- \| \| G \| 24° 30′ N, 173° 30′ E / 24.5°N,173.5°E \| 25 km \| \| Q \| 22° 42′ N, 167° 24′ E / 22.7°N,167.4°E \| 17 km \| \| R \| 23° 48′ N, 167° 48′ E / 23.8°N,167.8°E \| 20 km \| |          |
| Freundlich | Coordenades | Diàmetre |
| G          | 24° 30′ N, 173° 30′ E / 24.5°N,173.5°E | 25 km    |
| Q          | 22° 42′ N, 167° 24′ E / 22.7°N,167.4°E | 17 km    |
| R          | 23° 48′ N, 167° 48′ E / 23.8°N,167.8°E | 20 km    |